# آلستر (ایتز)
آلستر (به آلمانی: Alster) یک رود در آلمان است که در بایرن واقع شده‌است.